# Pytania dopełnienia
Pytanie dopełnienia – jedno z pytań, na które podziału dokonał Kazimierz Ajdukiewicz w podręczniku logiki pod tytułem Logika Pragmatyczna (1965). Klasyfikuje tam zdania pytajne ze względu na ich budowę. Podział wyróżnia pytania rozstrzygnięcia oraz pytania dopełnienia. Pytania dopełnienia są to wszystkie inne zdania pytajne niż zdania rozstrzygnięcia. Ze względu na niewystarczającą ilość informacji zawartych w pytaniu, bądź sposób w jaki postawiono pytanie, nie można na nie udzielić jednoznacznej odpowiedzi 'tak', lub 'nie'. Pytanie dopełnienia oparte na powyższej definicji może wyglądać w ten sposób:"Kto odkrył Amerykę?". Zamieniając partykułę pytajną "kto" na zmienną nazwową i poprzedzając otrzymane zdanie oznajmiające partykułą pytajną "czy", uzyskamy schemat pytania rozstrzygnięcia.